# Kendal Williams
Kendal Williams (né le 23 septembre 1995 à Jacksonville) est un athlète américain, spécialiste des épreuves de sprint.

## Biographie
En 2014, il remporte le titre du 100 mètres lors des championnats du monde juniors à Eugene, aux États-Unis, en établissant un nouveau record personnel en 10 s 21. En 2015, il remporte la médaille d'or du 4 × 100 m lors des Jeux panaméricains de Toronto, en compagnie de BeeJay Lee, Wallace Spearmon et Remontay McClain. En 2016, il décroche deux médailles d'or aux championnats NACAC espoirs, sur 100 m et 4 × 100 m.
Le 13 mai 2018, à Knoxville, Kendal Williams franchit pour la première fois de sa carrière la barrière des dix secondes sur 100 m en parcourant la distance en 9 s 99 (+ 1,1 m/s).

## Palmarès
| Date | Compétition                   | Lieu         | Résultat | Épreuve   | Temps         |
| ---- | ----------------------------- | ------------ | -------- | --------- | ------------- |
| 2014 | Championnats du monde juniors | Eugene       | 1er      | 100 m     | 10 s 21       |
| 2014 | Championnats du monde juniors | Eugene       | 1er      | 4 × 100 m | 38 s 70       |
| 2015 | Jeux panaméricains            | Toronto      | 1er      | 4 x 400 m | 2 min 59 s 60 |
| 2016 | Championnats NACAC espoirs    | San Salvador | 1er      | 100 m     | 10 s 23       |
| 2016 | Championnats NACAC espoirs    | San Salvador | 1er      | 4 × 100 m | 38 s 63       |
| 2018 | Coupe du monde                | Londres      | 2e       | 100 m     | 10 s 05       |
| 2018 | Coupe du monde                | Londres      | 1er      | 4 × 100 m | 38 s 42       |
| 2018 | Championnats NACAC            | Toronto      | 2e       | 100 m     | 10 s 11       |

## Records
| Épreuve | Performance | Lieu               | Date        |
| ------- | ----------- | ------------------ | ----------- |
| 100 m   | 9 s 93      | Clermont (Floride) | 11 mai 2024 |